# 1526 en musique classique
| \| • Retour à la chronologie générale de la musique classique • \| |
| Grèce • Rome • Haut Moyen Âge • VIIIe siècle • IXe siècle • Xe siècle • XIe siècle XIIe siècle • XIIIe siècle • XIVe siècle • XVe siècle • XVIe siècle • XVIIe siècle XVIIIe siècle • XIXe siècle • XXe siècle • XXIe siècle |
| • Retour à la chronologie générale de la musique classique • |

| Années en musique classique : 1523 - 1524 - 1525 - 1526 - 1527 - 1528 - 1529    |
| Décennies en musique classique : 1490 - 1500 - 1510 - 1520 - 1530 - 1540 - 1550 |

## Événements
- Création de l'orchestre suédois Kungliga Hovkapellet

## Naissances
- (ou 1525) Giovanni Pierluigi da Palestrina, compositeur italien († 2 février 1594).

## Décès
- 4 mars : Hans Judenkünig, compositeur et luthiste allemand (° vers 1450).

Vers 1526 :
- Antonius Divitis, chanteur, compositeur et maître de chapelle franco-flamand (° vers 1475).